# Parkdale (Toronto)
Pour les articles homonymes, voir Parkdale.
Parkdale est un quartier de la ville de Toronto, dans la province d'Ontario, au Canada.